# 東権現町
東権現町（ひがしごんげんちょう）は、愛知県瀬戸市陶原連区の町名。丁番を持たない単独町名である。

## 地理
- 瀬戸市の中央部に位置する[8]。西を原山町・熊野町・西権現町、北を陶原町・幸町、東を西茨町、南を原山台と隣接している[8]。
- 丘陵斜面に住宅が分布し、丘陵頂上を権現山と称し、せともの祭りの花火の打上げ場となっている[8]。
- 町域は、北部と南部に分かれており、北部と南部を直接繋ぐ道路は存在しないため、区画上は飛び地ではないものの、実質的な飛び地となっている[注釈 1]。

### 河川
- 西茨川（瀬戸川支流） ： 町の北端、西茨町・幸町との町境付近を暗渠で北西に流れている[9]。

### 学区
市立小・中学校に通う場合、学区は以下の通りとなる。また、公立高等学校普通科に通う場合の学区は以下の通りとなる。
| 番・番地等 | 小学校             | 中学校               | 高等学校 |
| ---------- | ------------------ | -------------------- | -------- |
| 全域       | 瀬戸市立陶原小学校 | 瀬戸市立水無瀬中学校 | 尾張学区 |

## 歴史

### 町名の由来
同地区の丘陵頂上を権現山と称しており、その東側にあたることから名付けられたと推察される。

### 沿革
- 1942年（昭和17年）1月9日 - 瀬戸市大字瀬戸字東犬塚の一部により、同市東権現町として成立[2]。
- 1985年（昭和60年）3月25日 - 町域の一部を原山町に編入[12]。

## 世帯数と人口
2024年（令和6年）1月1日現在の世帯数と人口は以下の通りである。
| 町丁     | 世帯数  | 人口    |
| -------- | ------- | ------- |
| 東権現町 | 457世帯 | 1,090人 |

### 人口の変遷
国勢調査による人口の推移
| 1995年（平成7年）  | 472人   | [ 13 ] |  |
| 2000年（平成12年） | 938人   | [ 14 ] |  |
| 2005年（平成17年） | 1,328人 | [ 15 ] |  |
| 2010年（平成22年） | 1,254人 | [ 16 ] |  |
| 2015年（平成27年） | 1,170人 | [ 17 ] |  |
| 2020年（令和2年）  | 1,094人 | [ 18 ] |  |

### 世帯数の変遷
国勢調査による世帯数の推移。
| 1995年（平成7年）  | 140世帯 | [ 13 ] |  |
| 2000年（平成12年） | 311世帯 | [ 14 ] |  |
| 2005年（平成17年） | 418世帯 | [ 15 ] |  |
| 2010年（平成22年） | 412世帯 | [ 16 ] |  |
| 2015年（平成27年） | 399世帯 | [ 17 ] |  |
| 2020年（令和2年）  | 412世帯 | [ 18 ] |  |

## 交通

### 鉄道
町内に鉄道は走っていない。最寄り駅は名鉄瀬戸線尾張瀬戸駅になる。

### バス
名鉄バス「本地ヶ原線」
- 【36】名鉄バスセンター - 引山 - 四軒家 - 本地ヶ原 - 瀬戸駅前 系統
- 【50】【51】【52】藤が丘 - 愛知医科大学病院 - 本地ヶ原 - 瀬戸駅前 系統

名鉄バス「東山線」
- 【43】【44】藤が丘 - 岩作 - 本地口 - 瀬戸駅前 系統

以上の2路線6系統が走っているが、町内にバス停はない。最寄りのバス停は、瀬戸駅前バス停になる。
瀬戸市コミュニティバス「上之山線」
- 瀬戸駅前 - 瀬戸口駅 - 山口駅 - サンヒル上之山 - 八草駅 系統が走っているが、町内にバス停はない。最寄りのバス停は、西蔵所バス停・文化センターバス停になる。

### 道路
- 国道363号・愛知県道61号名古屋瀬戸線（重複区間） ： 町の北端をかすめるように通っている。
- 愛知県道57号瀬戸大府東海線 ： 町の中央部を東西に通っている。

## 施設
- 愛知県立瀬戸工科高等学校[8] ： 1895年（明治28年）に瀬戸陶器学校として開校[19]。1948年（昭和23年）には愛知県立瀬戸窯業高等学校と改称して、しばらく全国唯一の窯業高校を名乗っていた[19]。2021年（令和3年）に現校名に改称[19]。全日制と定時制がある[19]。令和5年度入試では、Bグループに属し、定員200名に対して267人が志願し、合格者数は188名だった（全日制）[20]。2022年（令和4年）5月1日現在の生徒数は全日制214人[注釈 2]・定時制30人、教職員数は全日制70人[注釈 2]・定時制13人[21]。
- 瀬戸市シルバー人材センター ： 「高齢者の雇用の安定等に関する法律」に基づき設立された公益社団法人[22]。
- 御獄神社
- 瀬戸聖書バプテスト教会 ： 1976年創立。現在の牧師は濱谷勉[23]。
- 南児童遊園 ： 北西部にある小さな公園。鉄棒とブランコ、コンビネーション遊具がある。
- 四季の杜ちびっこ広場 ： 南東部にある小さな公園。鉄棒とブランコ、すべり台、砂場がある。

- 愛知県立瀬戸工科高等学校
- 瀬戸市シルバー人材センター
- 御嶽神社
- 瀬戸聖書バプテスト教会
- 南児童遊園
- 四季の杜ちびっこ広場

## その他

### 日本郵便
- 郵便番号 : 489-0883[6]（集配局：瀬戸郵便局[24]）。